# David Shore
David Shore (London, Ontario; 3 de julio de 1959) es un escritor canadiense de series de televisión. Trabajó en Family Law, NYPD Blue y Due South, produciendo también muchos episodios de esta última. Creó la aclamada serie House y, más recientemente, Battle Creek y The Good Doctor.

## Biografía

### Primeros años
Shore nació en London, Ontario, Canadá, de padres judíos. Sus hermanos gemelos menores, Ephraim Shore y Raphael Shore, son rabinos de Aish HaTorah. David es el único miembro de su familia que se dedica a la televisión, aunque su hermano menor, Raphael Shore, realizó tres documentales políticos sobre el conflicto de Oriente Próximo.
Tras graduarse con distinciones en la escuela secundaria A.B. Lucas, cursó estudios universitarios en la Universidad de Western Ontario y se licenció en Derecho en la Universidad de Toronto en 1982. Tras su formación, trabajó inicialmente como abogado municipal y de empresa en su Canadá natal, antes de trasladarse a Los Ángeles para introducirse en la televisión. El 20 de junio de 2018, David recibió un título honorífico en Derecho de la Universidad de Western Ontario.

## Carrera

### Televisión
Shore escribió para la serie de televisión Due South —sobre otro canadiense que se muda a Estados Unidos, aunque miembro de la Real Policía Montada de Canadá— antes de convertirse en productor del drama de la ABC NYPD Blue. Su trabajo en esa serie fue nominado a dos premios Emmy.

### House
En 2003, el productor Paul Attanasio —que ya había trabajado con la NBC en series como Homicide: Life on the Street y Gideon's Crossing— se dirigió a Shore para pedirle un drama procesal, pues sabía que la cadena buscaba otro para seguir la estela del éxito de Ley y Orden e imitar el éxito de la CBS con CSI y NCIS. La idea de Attanasio era aplicar el género policial a un programa sobre medicina. Mientras que en la mayoría de los procesales los personajes son secundarios con respecto al misterio, Shore decidió que un procedimental médico debía situar el misterio en un segundo plano con respecto al héroe. Por eso concibió un héroe similar al icónico detective Sherlock Holmes.
Ese héroe era el doctor Gregory House, protagonista de House, M.D., interpretado (con acento americano) por el actor, cómico y músico británico Hugh Laurie. Aunque la NBC descartó la serie, Fox se hizo con ella y, al final de la primera temporada, se convirtió en su mayor éxito de 2004-2005. Shore escribió o coescribió cinco episodios de esa primera temporada, entre ellos el piloto y el pre-final de la primera temporada, «Three Stories», en el que tejía intrincadamente las historias de tres pacientes, a la vez que revelaba la razón de la cojera del Dr. House y su adicción al Vicodin (hidrocodona). Esta última ganó el Emmy en 2005 al mejor guion de una serie dramática. Shore debutó como director en la serie House dirigiendo el final de la segunda temporada, «No Reason». Debido al éxito de House, Shore obtuvo un generoso contrato para la cuarta, quinta y sexta temporadas. La sexta temporada comenzó con un estreno de dos horas titulado «Broken», que él coescribió. Shore y sus coguionistas ganaron el premio Writers Guild of America al drama episódico en la ceremonia de febrero de 2010 por el estreno. House fue renovada por una séptima temporada, que comenzó a emitirse el 20 de septiembre de 2010, así como una octava y última temporada.